# Pierre philosophale

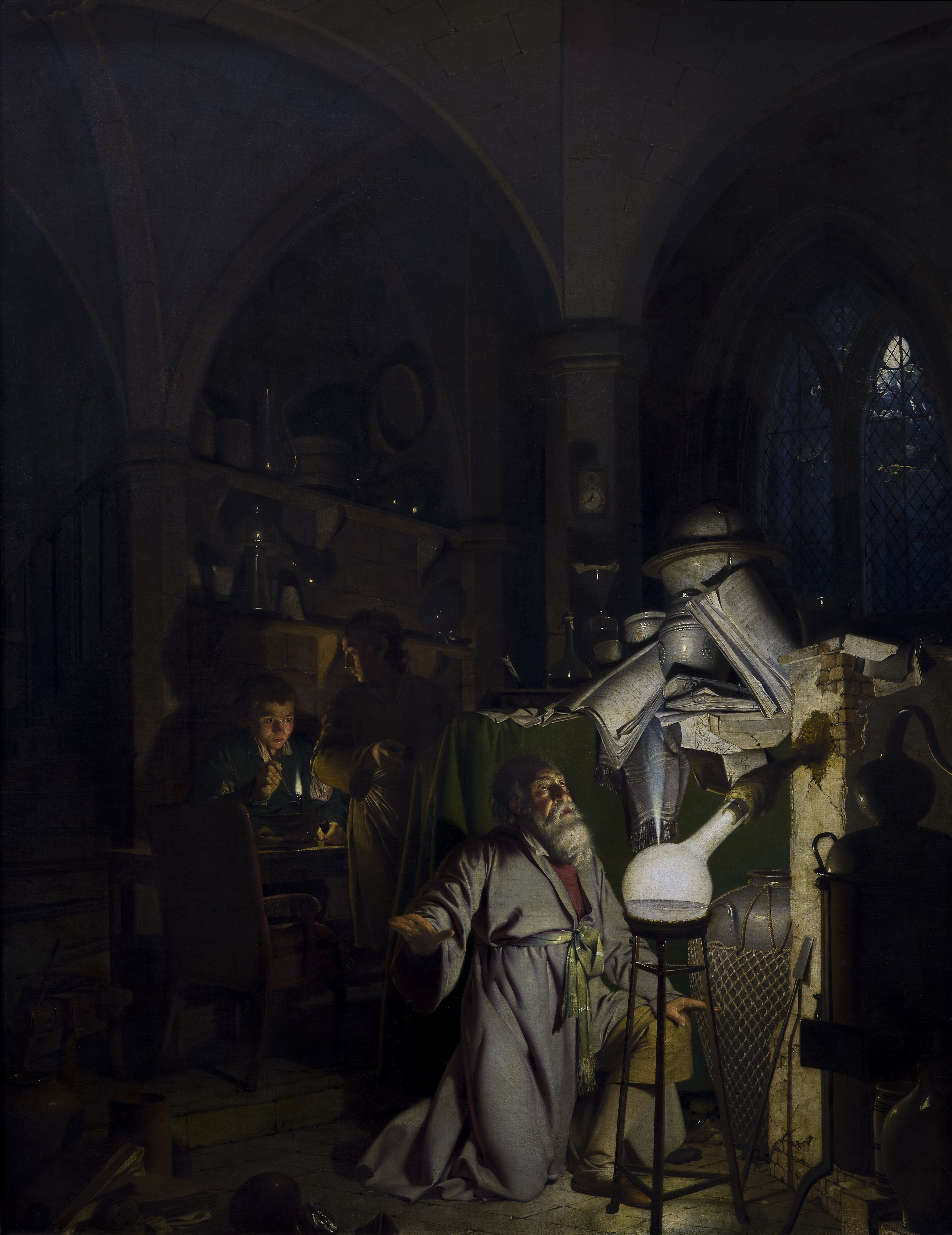
L'Alchimiste découvrant le phosphore de Joseph Wright, 1771.

La pierre philosophale (en latin : lapis philosophorum) est une hypothétique substance alchimique.
Pour Louis Figuier, les alchimistes attribuaient à la pierre philosophale trois propriétés essentielles :
- changer les métaux vils en métaux précieux, comme l'argent (argyropée) ou l'or (chrysopée) ;
- guérir les maladies ;
- prolonger la vie humaine au-delà de ses bornes naturelles.

« Si cet homme a le malheur de chercher la pierre philosophale, je ne suis pas surpris que de six mille livres de rente, il soit réduit à rien. Un philosophe qui a six mille livres de rente a la pierre philosophale. (Elle) conduit tout naturellement à parler d'affaires d'intérêt. »

— Voltaire à l'abbé Moussinot, 13 décembre 1737, Courtat, Les vraies lettres de Voltaire à l'abbé Moussinot, Paris, A.Lainé, 1875, p.93 - arch. pers.

## Historique
On trouve des références à la pierre philosophale à partir de Cheirokmeta de l'alchimiste gréco-égyptien Zosime de Panopolis (300 apr. J.-C.), de même dans le Kitab al-Fuṣūl al-ithnay ‘ashar fī ‘ilm al-hajar al-mukarram (Le livre des douze chapitres sur la science de la Pierre Illustre) attribué à Ostanès. Les écrivains alchimistes lui attribuent une origine bien plus ancienne. Elias Ashmole et l’auteur anonyme de Gloria Mundi (1620) prétendent que son histoire date d’Adam, qui aurait été informé par Dieu de l’existence de cette pierre. Ce savoir se serait transmis à travers les patriarches de la Bible. Cette légende est aussi comparée à l’événement biblique du Temple de Salomon et de la pierre angulaire décrite dans le Psaume 118.
Les racines théoriques décrivant la création de la pierre peuvent être attribuées à la philosophie grecque. Les alchimistes utilisèrent ultérieurement les éléments classiques, le concept de l'anima mundi, et des histoires de création présentées dans des textes comme le Timée de Platon comme analogies pour leur processus. Selon Platon, les quatre éléments sont issus d'une source commune ou materia prima (matière première), associée au chaos. Prima Materia est aussi le nom que les alchimistes attribuent à la matière de départ pour la création de la pierre philosophale. L'importance de cette question philosophique principale a persisté à travers l'histoire de l'alchimie. Au XVIIe siècle, Thomas Vaughan écrit : « la matière première de la Pierre est la même que la première question de toutes choses ».

### Moyen Âge
L'alchimiste du VIIIe siècle Jabir ibn Hayyan (latinisé comme Geber) a analysé chaque élément classique en termes des quatre qualités fondamentales. Le feu était à la fois chaud et sec, la terre froide et sèche, l'eau froide et humide, et l'air chaud et humide. Il a théorisé que chaque métal était une combinaison de ces quatre principes, deux d'entre eux intérieurs et deux extérieurs. De ce principe, il a été estimé que la transmutation d'un métal dans un autre pourrait être affectée par la réorganisation de ses qualités de base. Ce changement serait probablement médié par une substance, qui est venue à être appelée al-iksir en arabe (dont le terme élixir est dérivé). Il est souvent considéré comme existant sous une forme de poudre rouge sec (aussi connu comme al-Kibrit al-Ahmar – الكبريت الأحمر – soufre rouge) fait à partir de la légendaire pierre, : la pierre philosophale. La théorie de Jabir a été basée sur le concept que les métaux comme l'or et l'argent pourraient être cachés dans les alliages et les minerais, d'où ils pourraient être récupérés par le traitement chimique approprié. Jabir est lui-même considéré comme l'inventeur de l'eau régale, un mélange de muriatique (chlorhydrique) et d'acide nitrique, l'une des rares substances qui peuvent dissoudre l'or (et qui est encore souvent utilisée pour la récupération de l'or et sa purification).
Au XIe siècle, la possibilité de la transmutation faisait débat au sein du monde musulman. Un adversaire principal était Avicenne (Ibn Sina), qui discrédita cette théorie, en déclarant : « Ceux de l'engin chimique savent bien qu'aucun changement ne peut être effectué dans les différentes espèces de substances, même si elles peuvent produire l'apparence de tels changements. » Selon la légende, au XIIIe siècle, le scientifique et philosophe Albert le Grand aurait découvert la pierre philosophale. Il l'aurait transmise, peu de temps avant sa mort (vers 1280), à son élève, Thomas d'Aquin. Magnus ne confirme pas dans ses écrits qu'il a découvert la pierre, mais rapporte qu'il a été témoin de la création de l'or par « transmutation ».

### Renaissance et début de l’ère moderne
L'alchimiste suisse du XVIe siècle Paracelse (Philippus Auréole Théophraste von Hohenheim Bombastus) croyait en l'existence de l’« alkaest », qu'il croyait être un élément inconnu à partir duquel tous les autres éléments (terre, feu, eau, air) étaient tout simplement des formes dérivées. Paracelse pensait que cet élément était, en fait, la pierre philosophale. Un texte mystique publié au XVIIe siècle appelé le Mutus Liber semble être un manuel d'instruction symbolique pour concocter une pierre philosophale. Appelé le « livre sans paroles », il était une collection de quinze illustrations.
La possibilité de transmuter de vils métaux en or se basait sur l'idée de la fécondité des mines. On pensait que les filons et les minerais se transforment et croissent comme les végétaux. On doit pouvoir tirer de l'or, la semence de l'or, ou pouvoir accélérer le processus de formation et de croissance de l'or au sein de la terre. Les alchimistes ont cherché cette semence dans la rosée du matin, apparaissant avec le soleil (or fondu au centre du monde), dans les végétaux, le vin ou le miel, dans les animaux, le sang ou l'urine... et enfin dans les minéraux mêmes, surtout à partir du soufre, du mercure et du plomb. C'est l'ensemble de ces dernières opérations qui constituent le grand œuvre.
Il s'agit, entre autres, d'obtenir la poudre de projection, la semence qui, projetée sur un minerai en fusion, va le féconder, le faire croître et le transformer en or. On cherche à agir sur les qualités substantielles de couleur et de poids pour s'approcher le plus possible du but désiré. Un autre but est d'obtenir de l'or potable, à la recherche du remède universel et de l'éternelle jeunesse. La démarche est initiatique, symbolique et mystique, empreinte d'hermétisme. Pour l'alchimiste philosophe, parcourir le chemin est plus important que le but à atteindre, en cherchant la transformation de l'or, il opère par communion sa propre transformation. Il « se préoccupe moins d'avoir raison, que de témoigner d'une vision et de célébrer une présence ».
Ce type de démarche disparaît au cours du XVIIe siècle, la pierre philosophale devient surtout une affaire de tour de passe-passe et d'escroquerie, où les plus doués atteignent même les Rois de France. En 1637, un nommé Dubois parvint à berner Louis XIII et Richelieu pendant plusieurs semaines, jusqu'à ce qu'il soit embastillé et pendu.

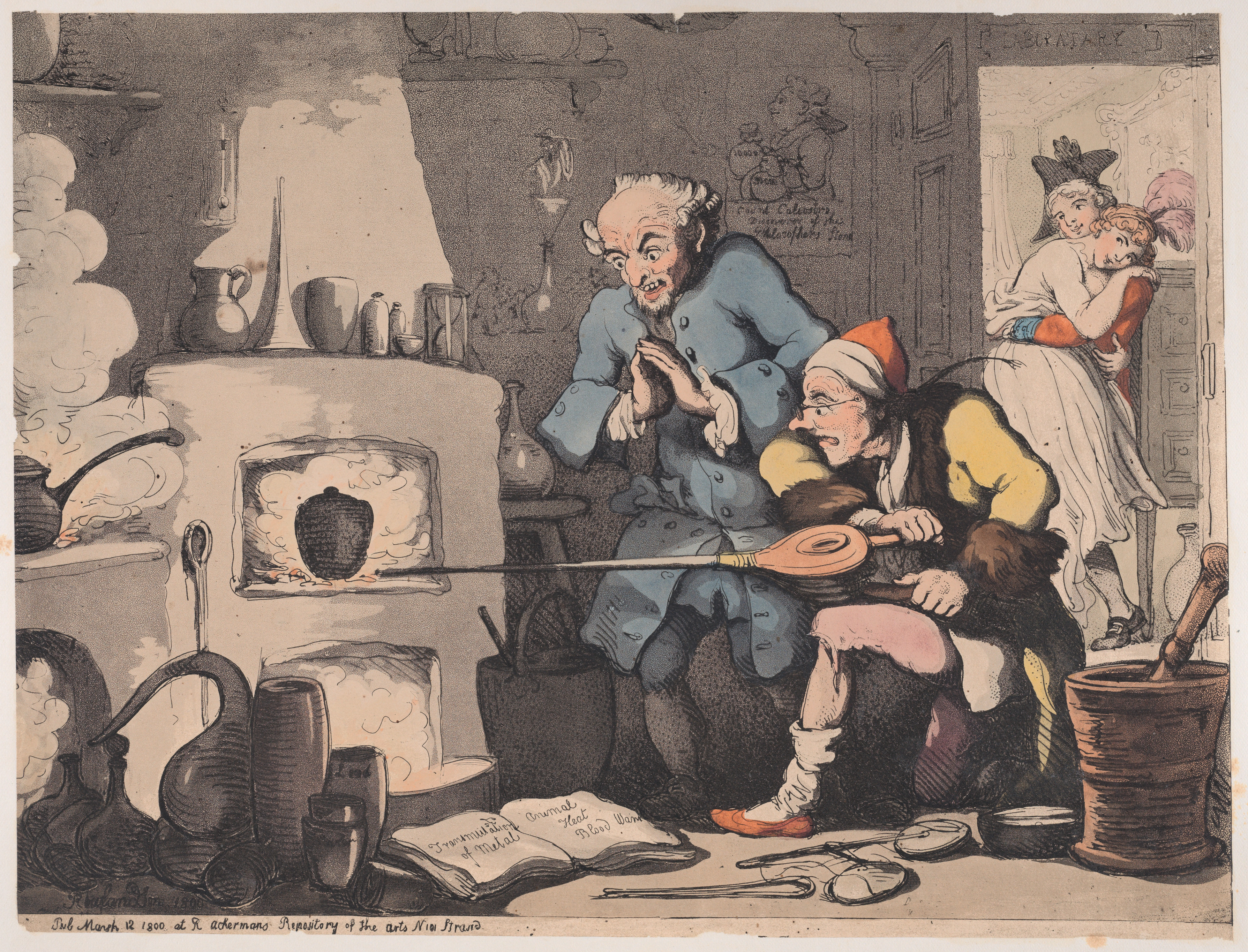
Hocus pocus, ou la recherche de la pierre philosophale, par Thomas Rowlandson (1800), Metropolitan Museum of Art.

En 1710, en Provence, le bruit courait qu'un alchimiste était parvenu à transmuter le plomb en or. Jean Taxis, un riche marchand de Digne, traita avec un alchimiste dénommé De Lisle qui prétendait avoir trouvé la pierre philosophale. Jean Taxis reçut auprès de De Lisle vingt livres de lingots d'or qu'il revendit à Lyon pour des sommes colossales,. Intrigué par la rumeur, le roi Louis XIV demanda de lui faire venir De Lisle pour qu'il présente son procédé. De Lisle trouvait mille prétextes pour ne pas y aller, mais finalement il est embastillé pour faux-monnayage. De Lisle succombe étrangement le 30 janvier 1712. L'enquête révéla que le faiseur d'or n'était qu'un charlatan. Sa technique fut mise au jour : simple mais efficace, elle consistait à présenter une véritable pièce en or et de taire que le reste de la production n'était que de la pacotille.
Dans l'Encyclopédie de Diderot, on trouve le coup final porté à ceux qui prétendent avoir le secret de la pierre philosophale : « Ces gens se font toujours payer très cher, et payer d'avance, leur secret. Qu'ont-ils besoin d'argent s'ils ont la puissance de composer les métaux ? »
La première synthèse artificielle de l'or date de 1941 : elle consista à bombarder un à un des atomes de mercure avec des neutrons. Cependant, les isotopes d'or obtenus étaient tous radioactifs. Le coût de production étant bien plus élevé que le prix de l'or, cette méthode de production n'a aucun intérêt.

### Dans le bouddhisme et l’hindouisme
L'équivalent de la pierre philosophale dans le bouddhisme et l'hindouisme est le chintamani. Il est détenu par les bodhisattvas, Avalokiteshvara et Kshitigarbha. On le voit également porté sur le dos du cheval du vent qui est représenté sur les drapeaux de prière tibétains. En récitant la dharani de chintamani, la tradition bouddhiste soutient que l'on atteint la sagesse de Bouddha, qu’on est alors en mesure de comprendre la vérité des bouddhas, et que les afflictions sont transformés dans le Bodhi. Il est dit qu’il permet de voir le Saint cortège de Amitabha et son assemblage sur son lit de mort. Dans la tradition bouddhiste tibétaine le chintamani est parfois dépeint comme une perle lumineuse et serait en possession de plusieurs des différentes formes de Bouddha. Un grand sage hindou a écrit à propos de l'accomplissement spirituel de la Gnose en utilisant la métaphore de la pierre philosophale. Jnaneshvara (1275-1296), a commenté un texte avec 17 références à la pierre philosophale qui transmute explicitement le métal de base en or. Le sage indien du VIIe siècle Tirumular (en) dans son classique Tirumandhiram (en) explique le chemin de l'homme à la divinité immortelle. Au verset 2709, il déclare que le nom de Dieu, Shiva ou le dieu Shambala, est un véhicule alchimique qui transforme le corps en or immortel.

## Psychologie analytique
Carl Gustav Jung notamment voit dans la lapis philosophicae (pierre philosophale) la métaphore culturelle du processus d'évolution psychique de tout être humain, la force le poussant vers davantage de différenciation, dans un système de mise en abyme du microcosme et du macrocosme.
Gaston Bachelard consacre plusieurs passages à la recherche alchimique, comme autant d'exemples d'obstacles épistémologiques à l'esprit scientifique. Pour s'affirmer science, la chimie a dû se débarrasser du substantialisme, de l'animisme, et du subjectivisme qui sont en jeu dans la recherche de la pierre philosophale.

## Dans la culture populaire

### Littérature
La pierre philosophale apparaît dans le roman Harry Potter à l'école des sorciers de J. K. Rowling (ainsi que dans le film adapté), dont le titre anglais est Harry Potter and the Philosopher's Stone (Harry Potter et la pierre philosophale) en Grande-Bretagne. Conservée en lieu sûr au château de Poudlard, la pierre (de couleur rouge sang) permet de fabriquer de l'or ainsi qu'un élixir de longue vie, offrant l'immortalité au sorcier qui le boit. Harry Potter se donne pour mission de récupérer la pierre avant Voldemort. Le miroir du Riséd, enchanté par Albus Dumbledore, lui permet d'acquérir la pierre pour la seule raison qu'il ne souhaite pas s'en servir à des fins personnelles.

### Bande dessinée
Dans l'univers de la bande dessinée, Le Voleur de Schtroumpfs (1959) donne une place importante à la pierre philosophale, puisque Gargamel veut capturer les petits hommes bleus pour la fabriquer.

Le livre de Nicolas Flamel contenant le secret de la fabrication de la pierre philosophale apparait dans Le Faiseur d'or (1970), le 20e album de Spirou et Fantasio dans lequel le Comte de Champignac annonce qu'il connait son emplacement. Il s'ensuit son enlèvement par Zantafio qui arrive finalement à fabriquer une machine qui ne fonctionne pas. À la suite d'une maladresse, le Marsupilami détraque et met en marche la machine, qui se met à produire de l'or pur... 
Carl Barks a également écrit La Pierre philosophale en 1955, une aventure de Picsou basée sur sa quête de la pierre,, ici de couleur jaune. Picsou espère la retrouver en compagnie de ses neveux, cherchant des traces de poussière d'or en chemin, et parcourant ainsi plusieurs pays d'Europe et du Moyen-Orient, tentant de devancer le comique Barbedrue. Dans cette aventure, la pierre philosophale se trouve en Crète, dans le labyrinthe du Minotaure,.
La pierre philosophale est également utilisée dans le manga Fullmetal Alchemist et ses adaptations animées Fullmetal Alchemist, et Fullmetal Alchemist Brotherhood. Créée à l'aide d'âmes humaines, elle permet d'outrepasser le principe d'équivalence de l'alchimie (donner un bien de même valeur que l'objet convoité). Elle peut servir notamment à obtenir la vie éternelle ou encore donner naissance à une armée d’immortels. Dans cette œuvre, la pierre philosophale n’est pas nécessairement une matière solide, elle peut être liquide ou dans un corps humain.

### Cinéma
Le film Catacombes (2014) retrace - de manière romancée - le chemin à parcourir pour retrouver la pierre philosophale cachée par Nicolas Flamel dans les catacombes de Paris.

### Télévision
Dans la série Blake et Mortimer, figure un épisode intitulé Le testament de l'alchimiste où l'on peut suivre une aventure dont l'intrigue repose sur la recherche de la pierre philosophale. Les deux héros cherchent à retrouver les trois parties du livre de Nicolas Flamel et à découvrir les formules qu'il contient, permettant de transformer le plomb en or et d'acquérir l’immortalité.
La pierre philosophale est aussi un élément important dans la troisième saison de Flash, puisqu'elle permet à Alchemy de s'échapper de sa prison et de transformer notamment le fer en caoutchouc, de même qu'elle a donné à Savitar ses pouvoirs.
On la retrouve également dans la série anglaise A Discovery of Witches dans les épisodes 4, 5 et 6 de la saison 2.